# Anders Lennberg
Anders Lennberg, född 7 juni 1964 i Söderhamn i Hälsingland, är en svensk regissör och manusförfattare.
Lennberg studerade vid Stockholms Filmskola, och fortsatte därefter studierna vid University of California, Los Angeles (UCLA) och American Film Institute (AFI) samt läste filmvetenskap på Stockholms universitet. Han har efter studierna arbetat som regiassistent och regissör på Kanal 1 Drama. 

## Regi i urval
- 2004 – Kärlekens språk
- 2001 - Blå Måndag
- 1997 - Chock. Kött
- 1996 - Beeps värld
- 1995 - Cluedo
- 1994 - Solo
- 1994 - Klick
- 1993 - Rederiet
- 1993 – Kojan

## Filmmanus i urval
- 2004 – Kärlekens språk
- 2003 - Lillebror på tjuvjakt
- 2001 - Blå måndag
- 1997 - Chock. Kött